# Johannes Moreelse

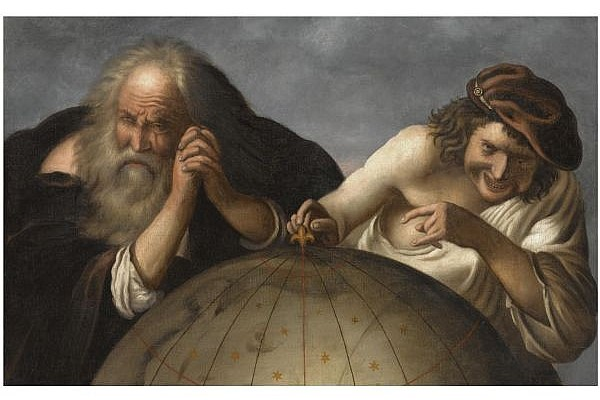
Eraclito e Democrito (1630 circa), olio su tela di Johannes Moreelse: il primo soffre per la vanità della natura umana e la caducità del mondo, il secondo ne ride.
Moreelse realizzò varie versioni dei due filosofi, che formano caratterialmente una coppia di opposti.

Johannes Paulus o Johan Pauwelszon Moreelse (Utrecht, 1603 – Utrecht, 1634) è stato un pittore olandese barocco, appartenente alla scuola dei Caravaggisti di Utrecht durante il secolo d'oro olandese.

## Biografia
Si hanno poche notizie sulla sua vita. Si formò a Utrecht, sua città natale, nella bottega del padre, Paulus Moreelse, famoso ritrattista.
Nel 1627 si recò a Roma, dove fu nominato cavaliere pontificio. Qui venne influenzato dai dipinti di Caravaggio, al cui tipico stile si ispireranno le scene dei suoi dipinti, con figure non ideali a mezzo busto, e grandi contrasti tra luce e ombra.
Morì ad Utrecht a causa di un'epidemia.
La sua produzione pittorica ricevette scarsa attenzione fino agli anni 70 del XX secolo, quando gli furono attribuite le poche opere sopravvissute.

## Opere principali
- Democrito ed Eraclito
- Democrito, il filosofo che ride
- Eraclito, il filosofo che piange
- Clio, la Musa della Storia
- Esaù cede il suo diritto di primogenitura a Giacobbe
- Il giovane poeta
- Ritratto di uomo
- San Pietro
- San Giovanni Battista
- Maria Maddalena penitente
- Pastorella che canta con pastore
- Vecchio alchimista che soffia sul fuoco con il mantice

## Galleria d'immagini

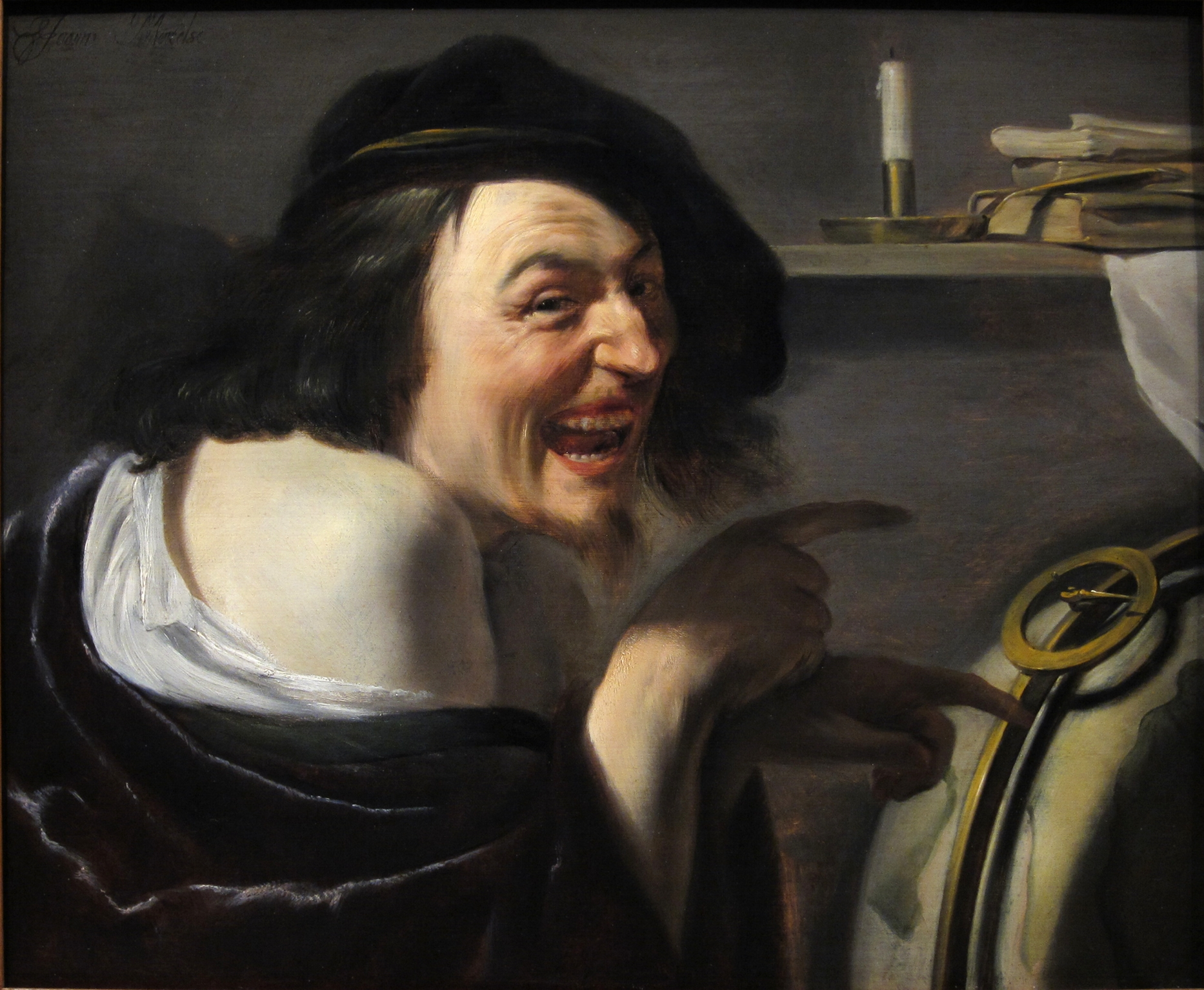
Democrito, ca. 1630, Museo Centrale di Utrecht, Paesi Bassi
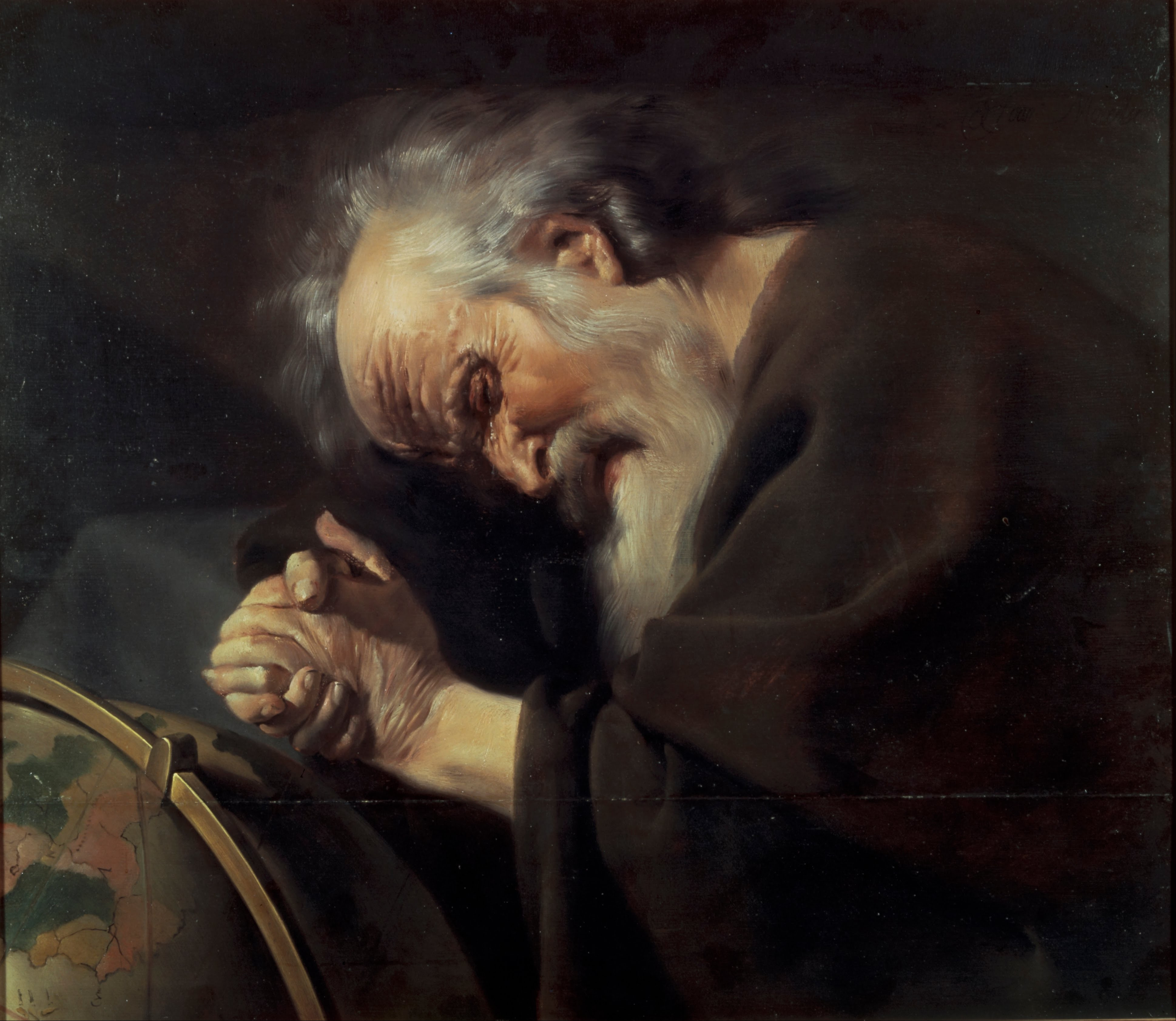
Eraclito, ca. 1630, Museo Centrale di Utrecht, Paesi Bassi
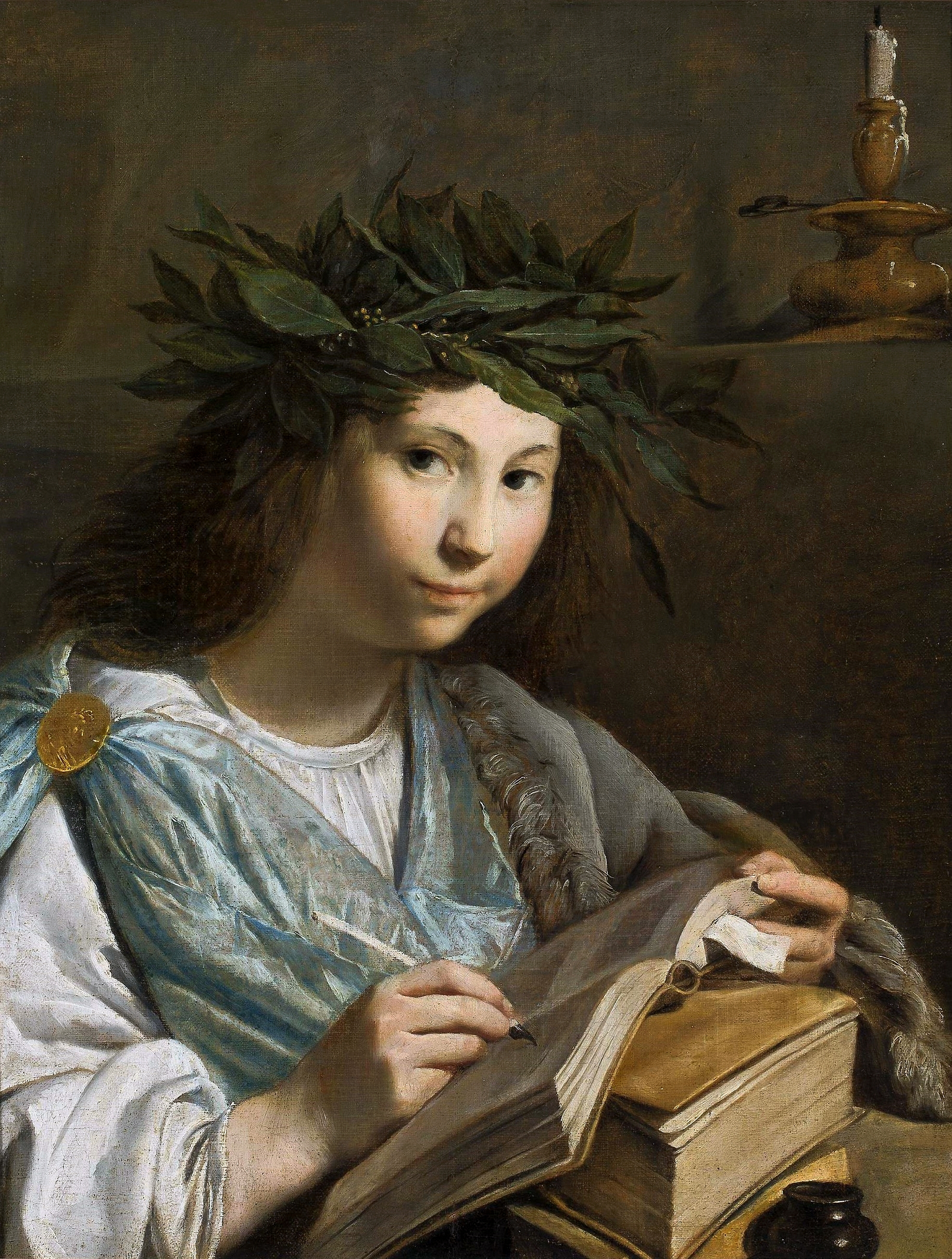
Clio, la Musa della Storia, ca. 1634, Museo Nazionale di Varsavia, Polonia
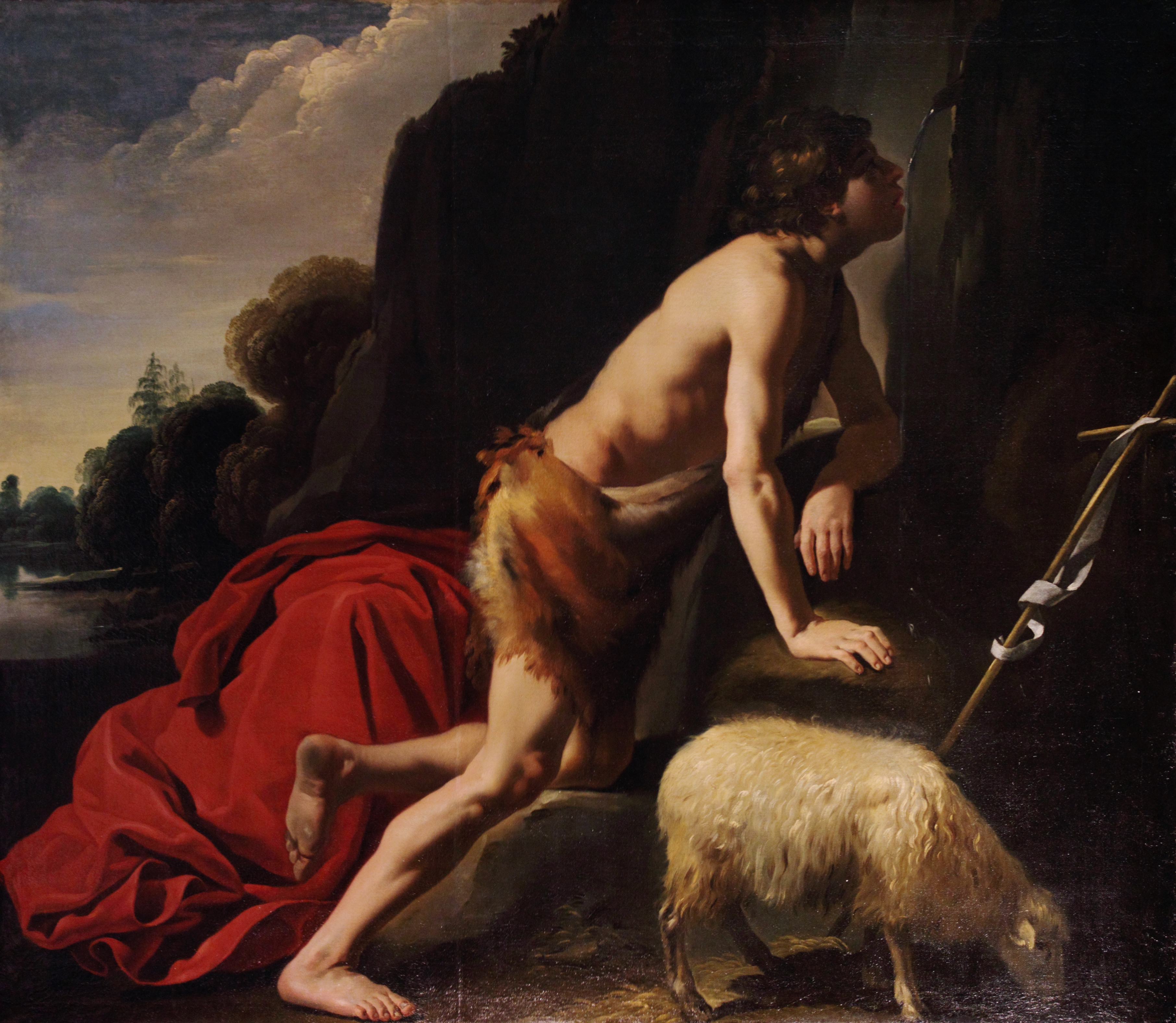
Giovanni Battista, ca. 1630, Museo di belle arti di Lione, Francia